# 亨利-古斯塔夫·德尔维涅
亨利-古斯塔夫·德尔维涅（1800年4月10日—1876年10月18日）是一个法国军人兼发明家。他是法国皇家警卫队的一名步兵上尉，在1830年的法国七月革命爆发后主动退役。德尔维涅给步枪技术带来了革命性的改变，使之成为一种有效的武器。

## 发明
1826年，德尔维涅发明了一种大大简化来复枪操作的方法，并发明了一种以他姓氏命名的枪械——德尔维涅枪。
他对一支前装的来复枪管进行了改进，在枪管尾部加上一个比枪支口径还小的药室。

## 出版书籍
- 《Exposé d'un nouveau système d'armement pour l'infanterie》（1836）